# II liga argentyńska w piłce nożnej (2010/2011)
Primera B Nacional 2010/2011
Mistrzem drugiej ligi argentyńskiej został klub Atlético Rafaela, natomiast wicemistrzem - klub Unión Santa Fe.
Drugą ligę argentyńską po sezonie 2010/11 opuściły następujące kluby
| Klub                   | Przyczyna                                            |
| ---------------------- | ---------------------------------------------------- |
| Atlético Rafaela       | Awans do I ligi (mistrz II ligi)                     |
| Unión Santa Fe         | Awans do I ligi (wicemistrz II ligi)                 |
| San Martín San Juan    | Awans do I ligi (wygrany baraż)                      |
| Belgrano Córdoba       | Awans do I ligi (wygrany baraż)                      |
| Tiro Federal Rosario   | Spadek do III ligi (przedostatni w tabeli spadkowej) |
| CAI Comodoro Rivadavia | Spadek do III ligi (ostatni w tabeli spadkowej)      |
| San Martín Tucumán     | Spadek do III ligi (przegrany baraż)                 |

Do drugiej ligi argentyńskiej po sezonie 2010/11 przybyły następujące kluby
| Klub                          | Przyczyna                                                |
| ----------------------------- | -------------------------------------------------------- |
| CA Huracán                    | Spadek z I ligi (przedostatni w tabeli spadkowej)        |
| CA Argentino de Quilmes       | Spadek z I ligi (ostatni w tabeli spadkowej)             |
| River Plate                   | Spadek z I ligi (przegrany baraż)                        |
| Gimnasia y Esgrima La Plata   | Spadek z I ligi (przegrany baraż)                        |
| Atlanta Buenos Aires          | Awans z III ligi (mistrz Primera B Metropolitana)        |
| Guillermo Brown Puerto Madryn | Awans z III ligi (mistrz Torneo Argentino A)             |
| Desamparados San Juan         | Awans z III ligi (Torneo Argentino A) po wygranym barażu |

## Primera B Nacional

### Kolejka 1
| Data             | Mecz                                                   |
| ---------------- | ------------------------------------------------------ |
| 7 sierpnia 2010  | Aldosivi Mar del Plata - CAI Comodoro Rivadavia 0:1    |
| 7 sierpnia 2010  | Atlético Tucumán - Independiente Rivadavia Mendoza 2:1 |
| 7 sierpnia 2010  | Instituto Córdoba - Boca Unidos Corrientes 0:0         |
| 7 sierpnia 2010  | Unión Santa Fe - Merlo Buenos Aires 2:0                |
| 8 sierpnia 2010  | Patronato Paraná - Belgrano Córdoba 2:0                |
| 8 sierpnia 2010  | San Martín San Juan - San Martín Tucumán 0:0           |
| 8 sierpnia 2010  | Defensa y Justicia Buenos Aires - Atlético Rafaela 0:1 |
| 8 sierpnia 2010  | Gimnasia y Esgrima Jujuy - Ferro Carril Oeste 0:0      |
| 9 sierpnia 2010  | Tiro Federal Rosario - Chacarita Juniors 1:1           |
| 15 września 2010 | Almirante Brown Buenos Aires - Rosario Central 1:0     |

### Kolejka 2
| Data             | Mecz                                                                                                 |
| ---------------- | --- |
| 12 sierpnia 2010 | Instituto Córdoba - Patronato Paraná 0:0                                                             |
| 13 sierpnia 2010 | Atlético Rafaela - Almirante Brown Buenos Aires 1:1                                                  |
| 14 sierpnia 2010 | Merlo Buenos Aires - Gimnasia y Esgrima Jujuy 2:0                                                    |
| 14 sierpnia 2010 | Ferro Carril Oeste - Aldosivi Mar del Plata 3:1                                                      |
| 14 sierpnia 2010 | CAI Comodoro Rivadavia - Defensa y Justicia Buenos Aires 2:2                                         |
| 14 sierpnia 2010 | Rosario Central - San Martín San Juan 1:1                                                            |
| 15 sierpnia 2010 | San Martín Tucumán - Belgrano Córdoba 1:0                                                            |
| 15 sierpnia 2010 | Boca Unidos Corrientes - Atlético Tucumán 2:0                                                        |
| 15 sierpnia 2010 | Independiente Rivadavia Mendoza - Tiro Federal Rosario 2:0                                           |
| 16 sierpnia 2010 | Chacarita Juniors - Unión Santa Fe 1:0 mecz rozegrany został na stadionie klubu Almagro Buenos Aires |

### Kolejka 3
| Data             | Mecz                                                      |
| ---------------- | --------------------------------------------------------- |
| 19 sierpnia 2010 | Almirante Brown Buenos Aires - CAI Comodoro Rivadavia 1:0 |
| 21 sierpnia 2010 | Aldosivi Mar del Plata - Merlo Buenos Aires 1:0           |
| 21 sierpnia 2010 | San Martín San Juan - Atlético Rafaela 1:0                |
| 21 sierpnia 2010 | Belgrano Córdoba - Rosario Central 1:1                    |
| 21 sierpnia 2010 | Unión Santa Fe - Independiente Rivadavia Mendoza 1:2      |
| 22 sierpnia 2010 | Patronato Paraná - San Martín Tucumán 0:0                 |
| 22 sierpnia 2010 | Defensa y Justicia Buenos Aires - Ferro Carril Oeste 1:1  |
| 22 sierpnia 2010 | Atlético Tucumán - Instituto Córdoba 1:2                  |
| 22 sierpnia 2010 | Tiro Federal Rosario - Boca Unidos Corrientes 1:2         |
| 23 sierpnia 2010 | Gimnasia y Esgrima Jujuy - Chacarita Juniors 0:0          |

### Kolejka 4
| Data             | Mecz |
| ---------------- | --- |
| 26 sierpnia 2010 | Atlético Rafaela - Belgrano Córdoba 2:1                                                                      |
| 28 sierpnia 2010 | Instituto Córdoba - Tiro Federal Rosario 1:1                                                                 |
| 28 sierpnia 2010 | Merlo Buenos Aires - Defensa y Justicia Buenos Aires 1:0                                                     |
| 28 sierpnia 2010 | Ferro Carril Oeste - Almirante Brown Buenos Aires 0:0                                                        |
| 28 sierpnia 2010 | CAI Comodoro Rivadavia - San Martín San Juan 0:1                                                             |
| 28 sierpnia 2010 | Rosario Central - San Martín Tucumán 0:1                                                                     |
| 29 sierpnia 2010 | Atlético Tucumán - Patronato Paraná 2:0                                                                      |
| 29 sierpnia 2010 | Boca Unidos Corrientes - Unión Santa Fe 2:1                                                                  |
| 29 sierpnia 2010 | Independiente Rivadavia Mendoza - Gimnasia y Esgrima Jujuy 0:1                                               |
| 30 sierpnia 2010 | Chacarita Juniors - Aldosivi Mar del Plata 1:1 mecz rozegrany został na stadionie klubu Almagro Buenos Aires |

### Kolejka 5
| Data            | Mecz                                                         |
| --------------- | ------------------------------------------------------------ |
| 2 września 2010 | Almirante Brown Buenos Aires - Merlo Buenos Aires 0:1        |
| 3 września 2010 | Tiro Federal Rosario - Atlético Tucumán 2:4                  |
| 4 września 2010 | Belgrano Córdoba - CAI Comodoro Rivadavia 0:0                |
| 4 września 2010 | Patronato Paraná - Rosario Central 2:2                       |
| 4 września 2010 | Unión Santa Fe - Instituto Córdoba 1:0                       |
| 4 września 2010 | Aldosivi Mar del Plata - Independiente Rivadavia Mendoza 1:1 |
| 4 września 2010 | Defensa y Justicia Buenos Aires - Chacarita Juniors 3:1      |
| 5 września 2010 | San Martín Tucumán - Atlético Rafaela 0:3                    |
| 5 września 2010 | Gimnasia y Esgrima Jujuy - Boca Unidos Corrientes 1:0        |
| 6 września 2010 | San Martín San Juan - Ferro Carril Oeste 3:1                 |

### Kolejka 6
| Data             | Mecz |
| ---------------- | --- |
| 9 września 2010  | Chacarita Juniors - Almirante Brown Buenos Aires 0:1 mecz rozegrany został na stadionie klubu Almagro Buenos Aires |
| 10 września 2010 | Atlético Rafaela - Rosario Central 0:1                                                                             |
| 11 września 2010 | Tiro Federal Rosario - Patronato Paraná 1:0                                                                        |
| 11 września 2010 | Instituto Córdoba - Gimnasia y Esgrima Jujuy 2:0                                                                   |
| 11 września 2010 | Merlo Buenos Aires - San Martín San Juan 0:3                                                                       |
| 11 września 2010 | Ferro Carril Oeste - Belgrano Córdoba 1:1                                                                          |
| 11 września 2010 | CAI Comodoro Rivadavia - San Martín Tucumán 1:0                                                                    |
| 12 września 2010 | Boca Unidos Corrientes - Aldosivi Mar del Plata 0:0                                                                |
| 12 września 2010 | Atlético Tucumán - Unión Santa Fe 0:1                                                                              |
| 13 września 2010 | Independiente Rivadavia Mendoza - Defensa y Justicia Buenos Aires 3:1                                              |

### Kolejka 7
| Data             | Mecz                                                               |
| ---------------- | ------------------------------------------------------------------ |
| 16 września 2010 | San Martín San Juan - Chacarita Juniors 0:1                        |
| 18 września 2010 | Patronato Paraná - Atlético Rafaela 0:1                            |
| 18 września 2010 | Belgrano Córdoba - Merlo Buenos Aires 1:0                          |
| 18 września 2010 | Aldosivi Mar del Plata - Instituto Córdoba 0:0                     |
| 18 września 2010 | Unión Santa Fe - Tiro Federal Rosario 3:0                          |
| 19 września 2010 | Almirante Brown Buenos Aires - Independiente Rivadavia Mendoza 2:2 |
| 19 września 2010 | Defensa y Justicia Buenos Aires - Boca Unidos Corrientes 1:0       |
| 19 września 2010 | Gimnasia y Esgrima Jujuy - Atlético Tucumán 2:1                    |
| 19 września 2010 | San Martín Tucumán - Ferro Carril Oeste 1:1                        |
| 20 września 2010 | Rosario Central - CAI Comodoro Rivadavia 1:0                       |

### Kolejka 8
| Data             | Mecz                                                                                                   |
| ---------------- | --- |
| 23 września 2010 | Chacarita Juniors - Belgrano Córdoba 1:0 mecz rozegrany został na stadionie klubu Almagro Buenos Aires |
| 24 września 2010 | Unión Santa Fe - Patronato Paraná 0:2                                                                  |
| 24 września 2010 | Instituto Córdoba - Defensa y Justicia Buenos Aires 2:0                                                |
| 25 września 2010 | Tiro Federal Rosario - Gimnasia y Esgrima Jujuy 1:0                                                    |
| 25 września 2010 | Merlo Buenos Aires - San Martín Tucumán 1:1                                                            |
| 25 września 2010 | Ferro Carril Oeste - Rosario Central 1:0                                                               |
| 25 września 2010 | CAI Comodoro Rivadavia - Atlético Rafaela 0:0                                                          |
| 26 września 2010 | Atlético Tucumán - Aldosivi Mar del Plata 2:1                                                          |
| 26 września 2010 | Boca Unidos Corrientes - Almirante Brown Buenos Aires 1:1                                              |
| 27 września 2010 | Independiente Rivadavia Mendoza - San Martín San Juan 0:1                                              |

### Kolejka 9
| Data                | Mecz                                                   |
| ------------------- | ------------------------------------------------------ |
| 30 września 2010    | San Martín Tucumán - Chacarita Juniors 0:0             |
| 1 października 2010 | Atlético Rafaela - Ferro Carril Oeste 3:0              |
| 2 października 2010 | Rosario Central - Merlo Buenos Aires 2:1               |
| 2 października 2010 | Belgrano Córdoba - Independiente Rivadavia Mendoza 3:0 |
| 2 października 2010 | Defensa y Justicia Buenos Aires - Atlético Tucumán 1:1 |
| 2 października 2010 | Aldosivi Mar del Plata - Tiro Federal Rosario 1:1      |
| 3 października 2010 | Patronato Paraná - CAI Comodoro Rivadavia 1:0          |
| 3 października 2010 | Gimnasia y Esgrima Jujuy - Unión Santa Fe 0:2          |
| 3 października 2010 | San Martín San Juan - Boca Unidos Corrientes 2:1       |
| 4 października 2010 | Almirante Brown Buenos Aires - Instituto Córdoba 1:1   |

### Kolejka 10
| Data                 | Mecz                                                                                                  |
| -------------------- | --- |
| 7 października 2010  | Chacarita Juniors - Rosario Central 0:2 mecz został rozegrany na stadionie klubu Almagro Buenos Aires |
| 8 października 2010  | Tiro Federal Rosario - Defensa y Justicia Buenos Aires 0:0                                            |
| 9 października 2010  | Unión Santa Fe - Aldosivi Mar del Plata 0:3                                                           |
| 9 października 2010  | Merlo Buenos Aires - Atlético Rafaela 1:0                                                             |
| 9 października 2010  | Ferro Carril Oeste - CAI Comodoro Rivadavia 2:2                                                       |
| 10 października 2010 | Boca Unidos Corrientes - Belgrano Córdoba 3:3                                                         |
| 10 października 2010 | Independiente Rivadavia Mendoza - San Martín Tucumán 1:1                                              |
| 10 października 2010 | Gimnasia y Esgrima Jujuy - Patronato Paraná 1:0                                                       |
| 11 października 2010 | Instituto Córdoba - San Martín San Juan 1:0                                                           |
| 11 października 2010 | Atlético Tucumán - Almirante Brown Buenos Aires 3:0                                                   |

### Kolejka 11
| Data                 | Mecz                                                    |
| -------------------- | ------------------------------------------------------- |
| 14 października 2010 | Atlético Rafaela - Chacarita Juniors 2:0                |
| 16 października 2010 | CAI Comodoro Rivadavia - Merlo Buenos Aires 1:1         |
| 16 października 2010 | Belgrano Córdoba - Instituto Córdoba 2:2                |
| 17 października 2010 | Patronato Paraná - Ferro Carril Oeste 0:0               |
| 17 października 2010 | San Martín Tucumán - Boca Unidos Corrientes 1:1         |
| 17 października 2010 | San Martín San Juan - Atlético Tucumán 0:1              |
| 17 października 2010 | Defensa y Justicia Buenos Aires - Unión Santa Fe 0:1    |
| 18 października 2010 | Rosario Central - Independiente Rivadavia Mendoza 1:1   |
| 18 października 2010 | Almirante Brown Buenos Aires - Tiro Federal Rosario 2:0 |
| 18 października 2010 | Aldosivi Mar del Plata - Gimnasia y Esgrima Jujuy 0:0   |

### Kolejka 12
| Data                 | Mecz |
| -------------------- | --- |
| 21 października 2010 | Chacarita Juniors - CAI Comodoro Rivadavia 0:1 mecz rozegrany został na stadionie klubu Almagro Buenos Aires |
| 23 października 2010 | Aldosivi Mar del Plata - Patronato Paraná 4:1                                                                |
| 23 października 2010 | Atlético Tucumán - Belgrano Córdoba 2:0                                                                      |
| 23 października 2010 | Instituto Córdoba - San Martín Tucumán 2:0                                                                   |
| 23 października 2010 | Boca Unidos Corrientes - Rosario Central 2:0                                                                 |
| 23 października 2010 | Merlo Buenos Aires - Ferro Carril Oeste 2:1                                                                  |
| 24 października 2010 | Gimnasia y Esgrima Jujuy - Defensa y Justicia Buenos Aires 0:0                                               |
| 24 października 2010 | Tiro Federal Rosario - San Martín San Juan 1:1                                                               |
| 24 października 2010 | Independiente Rivadavia Mendoza - Atlético Rafaela 3:1                                                       |
| 25 października 2010 | Unión Santa Fe - Almirante Brown Buenos Aires 1:0                                                            |

### Kolejka 13
| Data              | Mecz                                                         |
| ----------------- | ------------------------------------------------------------ |
| 4 listopada 2010  | Ferro Carril Oeste - Chacarita Juniors 3:0                   |
| 5 listopada 2010  | Atlético Rafaela - Boca Unidos Corrientes 3:0                |
| 6 listopada 2010  | Patronato Paraná - Merlo Buenos Aires 0:1                    |
| 6 listopada 2010  | San Martín Tucumán - Atlético Tucumán 1:1                    |
| 6 listopada 2010  | Belgrano Córdoba - Tiro Federal Rosario 2:3                  |
| 6 listopada 2010  | Defensa y Justicia Buenos Aires - Aldosivi Mar del Plata 0:0 |
| 7 listopada 2010  | San Martín San Juan - Unión Santa Fe 3:1                     |
| 7 listopada 2010  | Almirante Brown Buenos Aires - Gimnasia y Esgrima Jujuy 0:0  |
| 8 listopada 2010  | Rosario Central - Instituto Córdoba 1:0                      |
| 24 listopada 2010 | CAI Comodoro Rivadavia - Independiente Rivadavia Mendoza 3:3 |

### Kolejka 14
| Data              | Mecz |
| ----------------- | --- |
| 11 listopada 2010 | Chacarita Juniors - Merlo Buenos Aires 0:0 mecz rozegrany został na stadionie klubu Almagro Buenos Aires |
| 12 listopada 2010 | Tiro Federal Rosario - San Martín Tucumán 0:2                                                            |
| 13 listopada 2010 | Defensa y Justicia Buenos Aires - Patronato Paraná 1:1                                                   |
| 13 listopada 2010 | Aldosivi Mar del Plata - Almirante Brown Buenos Aires 1:0                                                |
| 13 listopada 2010 | Unión Santa Fe - Belgrano Córdoba 0:3                                                                    |
| 13 listopada 2010 | Instituto Córdoba - Atlético Rafaela 0:0                                                                 |
| 13 listopada 2010 | Independiente Rivadavia Mendoza - Ferro Carril Oeste 1:1                                                 |
| 14 listopada 2010 | Gimnasia y Esgrima Jujuy - San Martín San Juan 2:1                                                       |
| 15 listopada 2010 | Boca Unidos Corrientes - CAI Comodoro Rivadavia 1:1                                                      |
| 15 listopada 2010 | Atlético Tucumán - Rosario Central 4:2                                                                   |

### Kolejka 15
| Data              | Mecz                                                               |
| ----------------- | ------------------------------------------------------------------ |
| 18 listopada 2010 | Almirante Brown Buenos Aires - Defensa y Justicia Buenos Aires 2:0 |
| 20 listopada 2010 | Merlo Buenos Aires - Independiente Rivadavia Mendoza 3:2           |
| 20 listopada 2010 | Ferro Carril Oeste - Boca Unidos Corrientes 0:2                    |
| 20 listopada 2010 | CAI Comodoro Rivadavia - Instituto Córdoba 0:1                     |
| 20 listopada 2010 | Rosario Central - Tiro Federal Rosario 1:0                         |
| 20 listopada 2010 | Belgrano Córdoba - Gimnasia y Esgrima Jujuy 1:1                    |
| 21 listopada 2010 | Patronato Paraná - Chacarita Juniors 3:1                           |
| 21 listopada 2010 | San Martín Tucumán - Unión Santa Fe 1:1                            |
| 21 listopada 2010 | San Martín San Juan - Aldosivi Mar del Plata 1:1                   |
| 22 listopada 2010 | Atlético Rafaela - Atlético Tucumán 0:0                            |

### Kolejka 16
| Data              | Mecz                                                      |
| ----------------- | --------------------------------------------------------- |
| 25 listopada 2010 | Instituto Córdoba - Ferro Carril Oeste 1:1                |
| 26 listopada 2010 | Gimnasia y Esgrima Jujuy - San Martín Tucumán 1:1         |
| 27 listopada 2010 | Unión Santa Fe - Rosario Central 1:1                      |
| 27 listopada 2010 | Tiro Federal Rosario - Atlético Rafaela 2:4               |
| 27 listopada 2010 | Defensa y Justicia Buenos Aires - San Martín San Juan 2:0 |
| 27 listopada 2010 | Aldosivi Mar del Plata - Belgrano Córdoba 2:1             |
| 28 listopada 2010 | Atlético Tucumán - CAI Comodoro Rivadavia 4:1             |
| 28 listopada 2010 | Boca Unidos Corrientes - Merlo Buenos Aires 1:0           |
| 29 listopada 2010 | Independiente Rivadavia Mendoza - Chacarita Juniors 0:2   |
| 29 listopada 2010 | Almirante Brown Buenos Aires - Patronato Paraná 1:2       |

### Kolejka 17
| Data           | Mecz |
| -------------- | --- |
| 2 grudnia 2010 | Atlético Rafaela - Unión Santa Fe 1:2                                                                        |
| 4 grudnia 2010 | CAI Comodoro Rivadavia - Tiro Federal Rosario 1:2                                                            |
| 4 grudnia 2010 | Rosario Central - Gimnasia y Esgrima Jujuy 0:1                                                               |
| 4 grudnia 2010 | Belgrano Córdoba - Defensa y Justicia Buenos Aires 2:0                                                       |
| 5 grudnia 2010 | Patronato Paraná - Independiente Rivadavia Mendoza 2:2                                                       |
| 5 grudnia 2010 | San Martín Tucumán - Aldosivi Mar del Plata 2:0                                                              |
| 6 grudnia 2010 | Chacarita Juniors - Boca Unidos Corrientes 1:1 mecz rozegrany został na stadionie klubu Almagro Buenos Aires |
| 6 grudnia 2010 | Merlo Buenos Aires - Instituto Córdoba 0:1                                                                   |
| 6 grudnia 2010 | Ferro Carril Oeste - Atlético Tucumán 2:1                                                                    |
| 6 grudnia 2010 | San Martín San Juan - Almirante Brown Buenos Aires 2:1                                                       |

### Kolejka 18
| Data            | Mecz                                                         |
| --------------- | ------------------------------------------------------------ |
| 9 grudnia 2010  | Gimnasia y Esgrima Jujuy - Atlético Rafaela 2:2              |
| 10 grudnia 2010 | Unión Santa Fe - CAI Comodoro Rivadavia 2:1                  |
| 11 grudnia 2010 | Almirante Brown Buenos Aires - Belgrano Córdoba 1:2          |
| 11 grudnia 2010 | Defensa y Justicia Buenos Aires - San Martín Tucumán 0:0     |
| 11 grudnia 2010 | Aldosivi Mar del Plata - Rosario Central 0:5                 |
| 11 grudnia 2010 | Tiro Federal Rosario - Ferro Carril Oeste 4:1                |
| 11 grudnia 2010 | Instituto Córdoba - Chacarita Juniors 0:0                    |
| 11 grudnia 2010 | Boca Unidos Corrientes - Independiente Rivadavia Mendoza 1:0 |
| 12 grudnia 2010 | San Martín San Juan - Patronato Paraná 4:0                   |
| 13 grudnia 2010 | Atlético Tucumán - Merlo Buenos Aires 2:1                    |

### Kolejka 19
| Data          | Mecz                                                    |
| ------------- | ------------------------------------------------------- |
| 4 lutego 2011 | Ferro Carril Oeste - Unión Santa Fe 0:2                 |
| 4 lutego 2011 | Atlético Rafaela - Aldosivi Mar del Plata 2:0           |
| 4 lutego 2011 | Belgrano Córdoba - San Martín San Juan 1:1              |
| 5 lutego 2011 | Chacarita Juniors - Atlético Tucumán 1:0                |
| 5 lutego 2011 | Merlo Buenos Aires - Tiro Federal Rosario 0:0           |
| 5 lutego 2011 | Rosario Central - Defensa y Justicia Buenos Aires 0:0   |
| 6 lutego 2011 | Patronato Paraná - Boca Unidos Corrientes 3:1           |
| 6 lutego 2011 | CAI Comodoro Rivadavia - Gimnasia y Esgrima Jujuy 1:0   |
| 6 lutego 2011 | San Martín Tucumán - Almirante Brown Buenos Aires 1:0   |
| 7 lutego 2011 | Independiente Rivadavia Mendoza - Instituto Córdoba 1:1 |

### Kolejka 20
| Data           | Mecz                                                   |
| -------------- | ------------------------------------------------------ |
| 10 lutego 2011 | Ferro Carril Oeste - Gimnasia y Esgrima Jujuy 1:0      |
| 11 lutego 2011 | Rosario Central - Almirante Brown Buenos Aires 0:1     |
| 11 lutego 2011 | Atlético Rafaela - Defensa y Justicia Buenos Aires 2:0 |
| 11 lutego 2011 | Independiente Rivadavia Mendoza - Atlético Tucumán 1:1 |
| 12 lutego 2011 | Belgrano Córdoba - Patronato Paraná 2:1                |
| 12 lutego 2011 | CAI Comodoro Rivadavia - Aldosivi Mar del Plata 2:2    |
| 12 lutego 2011 | Merlo Buenos Aires - Unión Santa Fe 1:1                |
| 12 lutego 2011 | Chacarita Juniors - Tiro Federal Rosario 0:0           |
| 13 lutego 2011 | Boca Unidos Corrientes - Instituto Córdoba 1:3         |
| 13 lutego 2011 | San Martín Tucumán - San Martín San Juan 2:1           |

### Kolejka 21
| Data           | Mecz                                                         |
| -------------- | ------------------------------------------------------------ |
| 18 lutego 2011 | Belgrano Córdoba - San Martín Tucumán 4:0                    |
| 18 lutego 2011 | Gimnasia y Esgrima Jujuy - Merlo Buenos Aires 0:0            |
| 19 lutego 2011 | Tiro Federal Rosario - Independiente Rivadavia Mendoza 1:2   |
| 19 lutego 2011 | Aldosivi Mar del Plata - Ferro Carril Oeste 5:1              |
| 19 lutego 2011 | Defensa y Justicia Buenos Aires - CAI Comodoro Rivadavia 2:1 |
| 19 lutego 2011 | Almirante Brown Buenos Aires - Atlético Rafaela 0:1          |
| 19 lutego 2011 | San Martín San Juan - Rosario Central 3:0                    |
| 20 lutego 2011 | Patronato Paraná - Instituto Córdoba 0:0                     |
| 20 lutego 2011 | Atlético Tucumán - Boca Unidos Corrientes 1:1                |
| 21 lutego 2011 | Unión Santa Fe - Chacarita Juniors 2:0                       |

### Kolejka 22
| Data           | Mecz                                                      |
| -------------- | --------------------------------------------------------- |
| 24 lutego 2011 | Atlético Rafaela - San Martín San Juan 4:1                |
| 26 lutego 2011 | Rosario Central - Belgrano Córdoba 2:1                    |
| 26 lutego 2011 | CAI Comodoro Rivadavia - Almirante Brown Buenos Aires 0:0 |
| 26 lutego 2011 | Ferro Carril Oeste - Defensa y Justicia Buenos Aires 0:0  |
| 26 lutego 2011 | Merlo Buenos Aires - Aldosivi Mar del Plata 0:2           |
| 26 lutego 2011 | Chacarita Juniors - Gimnasia y Esgrima Jujuy 0:0          |
| 27 lutego 2011 | Independiente Rivadavia Mendoza - Unión Santa Fe 1:2      |
| 27 lutego 2011 | Boca Unidos Corrientes - Tiro Federal Rosario 1:0         |
| 27 lutego 2011 | San Martín Tucumán - Patronato Paraná 1:2                 |
| 28 lutego 2011 | Instituto Córdoba - Atlético Tucumán 0:1                  |

### Kolejka 23
| Data         | Mecz                                                           |
| ------------ | -------------------------------------------------------------- |
| 3 marca 2011 | Almirante Brown Buenos Aires - Ferro Carril Oeste 1:1          |
| 4 marca 2011 | Gimnasia y Esgrima Jujuy - Independiente Rivadavia Mendoza 1:0 |
| 5 marca 2011 | Aldosivi Mar del Plata - Chacarita Juniors 2:0                 |
| 5 marca 2011 | Defensa y Justicia Buenos Aires - Merlo Buenos Aires 0:2       |
| 5 marca 2011 | Belgrano Córdoba - Atlético Rafaela 0:0                        |
| 6 marca 2011 | San Martín San Juan - CAI Comodoro Rivadavia 2:2               |
| 6 marca 2011 | Patronato Paraná - Atlético Tucumán 2:1                        |
| 6 marca 2011 | Tiro Federal Rosario - Instituto Córdoba 0:0                   |
| 7 marca 2011 | Unión Santa Fe - Boca Unidos Corrientes 3:0                    |
| 7 marca 2011 | San Martín Tucumán - Rosario Central 2:1                       |

### Kolejka 24
| Data          | Mecz |
| ------------- | --- |
| 10 marca 2011 | Independiente Rivadavia Mendoza - Aldosivi Mar del Plata 2:3                                                               |
| 12 marca 2011 | Atlético Rafaela - San Martín Tucumán 2:1                                                                                  |
| 12 marca 2011 | CAI Comodoro Rivadavia - Belgrano Córdoba 1:1                                                                              |
| 12 marca 2011 | Ferro Carril Oeste - San Martín San Juan 1:0                                                                               |
| 12 marca 2011 | Merlo Buenos Aires - Almirante Brown Buenos Aires 0:2                                                                      |
| 12 marca 2011 | Chacarita Juniors - Defensa y Justicia Buenos Aires 1:0 mecz rozegrany został na stadionie klubu Racing Club de Avellaneda |
| 13 marca 2011 | Rosario Central - Patronato Paraná 1:0                                                                                     |
| 13 marca 2011 | Boca Unidos Corrientes - Gimnasia y Esgrima Jujuy 0:0                                                                      |
| 13 marca 2011 | Atlético Tucumán - Tiro Federal Rosario 0:0                                                                                |
| 14 marca 2011 | Instituto Córdoba - Unión Santa Fe 0:1                                                                                     |

### Kolejka 25
| Data          | Mecz |
| ------------- | --- |
| 17 marca 2011 | Almirante Brown Buenos Aires - Chacarita Juniors [at CA Platense 0:1 mecz rozegrany został przy pustych trybunach |
| 19 marca 2011 | Rosario Central - Atlético Rafaela 0:1                                                                            |
| 19 marca 2011 | Belgrano Córdoba - Ferro Carril Oeste 1:1                                                                         |
| 19 marca 2011 | Unión Santa Fe - Atlético Tucumán 1:0                                                                             |
| 19 marca 2011 | Aldosivi Mar del Plata - Boca Unidos Corrientes 2:0                                                               |
| 20 marca 2011 | Patronato Paraná - Tiro Federal Rosario 4:1                                                                       |
| 20 marca 2011 | Gimnasia y Esgrima Jujuy - Instituto Córdoba 3:3                                                                  |
| 20 marca 2011 | Defensa y Justicia Buenos Aires - Independiente Rivadavia Mendoza 2:2                                             |
| 20 marca 2011 | San Martín San Juan - Merlo Buenos Aires 0:0                                                                      |
| 20 marca 2011 | San Martín Tucumán - CAI Comodoro Rivadavia 1:2                                                                   |

### Kolejka 26
| Data          | Mecz                                                               |
| ------------- | ------------------------------------------------------------------ |
| 25 marca 2011 | Chacarita Juniors - San Martín San Juan 0:1                        |
| 25 marca 2011 | Tiro Federal Rosario - Unión Santa Fe 0:2                          |
| 26 marca 2011 | Atlético Rafaela - Patronato Paraná 1:0                            |
| 26 marca 2011 | CAI Comodoro Rivadavia - Rosario Central 3:1                       |
| 26 marca 2011 | Merlo Buenos Aires - Belgrano Córdoba 0:2                          |
| 27 marca 2011 | Ferro Carril Oeste - San Martín Tucumán 1:0                        |
| 27 marca 2011 | Boca Unidos Corrientes - Defensa y Justicia Buenos Aires 2:2       |
| 27 marca 2011 | Instituto Córdoba - Aldosivi Mar del Plata 4:0                     |
| 27 marca 2011 | Atlético Tucumán - Gimnasia y Esgrima Jujuy 0:3                    |
| 28 marca 2011 | Independiente Rivadavia Mendoza - Almirante Brown Buenos Aires 1:0 |

### Kolejka 27
| Data            | Mecz |
| --------------- | --- |
| 31 marca 2011   | Patronato Paraná - Unión Santa Fe 1:2                                                                                   |
| 2 kwietnia 2011 | Aldosivi Mar del Plata - Atlético Tucumán 0:3                                                                           |
| 2 kwietnia 2011 | Defensa y Justicia Buenos Aires - Instituto Córdoba 2:0                                                                 |
| 2 kwietnia 2011 | Almirante Brown Buenos Aires - Boca Unidos Corrientes 3:1 mecz rozegrany został na stadionie klubu Almagro Buenos Aires |
| 2 kwietnia 2011 | Atlético Rafaela - CAI Comodoro Rivadavia 5:1                                                                           |
| 3 kwietnia 2011 | Gimnasia y Esgrima Jujuy - Tiro Federal Rosario 2:1                                                                     |
| 3 kwietnia 2011 | San Martín San Juan - Independiente Rivadavia Mendoza 1:0                                                               |
| 3 kwietnia 2011 | San Martín Tucumán - Merlo Buenos Aires 2:0                                                                             |
| 4 kwietnia 2011 | Rosario Central - Ferro Carril Oeste 3:0                                                                                |
| 4 kwietnia 2011 | Belgrano Córdoba - Chacarita Juniors 1:1                                                                                |

### Kolejka 28
| Data             | Mecz |
| ---------------- | --- |
| 7 kwietnia 2011  | Atlético Tucumán - Defensa y Justicia Buenos Aires 1:0                                                        |
| 9 kwietnia 2011  | CAI Comodoro Rivadavia - Patronato Paraná 1:2                                                                 |
| 9 kwietnia 2011  | Ferro Carril Oeste - Atlético Rafaela 2:0                                                                     |
| 9 kwietnia 2011  | Merlo Buenos Aires - Rosario Central 1:0                                                                      |
| 9 kwietnia 2011  | Chacarita Juniors - San Martín Tucumán 1:1 mecz rozegrany został na stadionie klubu Racing Club de Avellaneda |
| 9 kwietnia 2011  | Independiente Rivadavia Mendoza - Belgrano Córdoba 0:2                                                        |
| 9 kwietnia 2011  | Boca Unidos Corrientes - San Martín San Juan 1:1                                                              |
| 9 kwietnia 2011  | Tiro Federal Rosario - Aldosivi Mar del Plata 3:1                                                             |
| 10 kwietnia 2011 | Instituto Córdoba - Almirante Brown Buenos Aires 1:1                                                          |
| 11 kwietnia 2011 | Unión Santa Fe - Gimnasia y Esgrima Jujuy 1:2                                                                 |

### Kolejka 29
| Data             | Mecz |
| ---------------- | --- |
| 14 kwietnia 2011 | Atlético Rafaela - Merlo Buenos Aires 2:0                                                                         |
| 16 kwietnia 2011 | Patronato Paraná - Gimnasia y Esgrima Jujuy 1:0                                                                   |
| 16 kwietnia 2011 | Defensa y Justicia Buenos Aires - Tiro Federal Rosario 5:1                                                        |
| 16 kwietnia 2011 | Almirante Brown Buenos Aires - Atlético Tucumán 0:0 mecz rozegrany został na stadionie klubu Almagro Buenos Aires |
| 16 kwietnia 2011 | San Martín San Juan - Instituto Córdoba 2:0                                                                       |
| 16 kwietnia 2011 | Belgrano Córdoba - Boca Unidos Corrientes 2:1                                                                     |
| 16 kwietnia 2011 | CAI Comodoro Rivadavia - Ferro Carril Oeste 0:3                                                                   |
| 17 kwietnia 2011 | San Martín Tucumán - Independiente Rivadavia Mendoza 1:2                                                          |
| 17 kwietnia 2011 | Rosario Central - Chacarita Juniors 2:1                                                                           |
| 18 kwietnia 2011 | Aldosivi Mar del Plata - Unión Santa Fe 0:1                                                                       |

### Kolejka 30
| Data             | Mecz                                                    |
| ---------------- | ------------------------------------------------------- |
| 21 kwietnia 2011 | Tiro Federal Rosario - Almirante Brown Buenos Aires 1:1 |
| 22 kwietnia 2011 | Chacarita Juniors - Atlético Rafaela 1:2                |
| 22 kwietnia 2011 | Instituto Córdoba - Belgrano Córdoba 0:0                |
| 23 kwietnia 2011 | Ferro Carril Oeste - Patronato Paraná 0:2               |
| 23 kwietnia 2011 | Merlo Buenos Aires - CAI Comodoro Rivadavia 1:1         |
| 24 kwietnia 2011 | Boca Unidos Corrientes - San Martín Tucumán 2:0         |
| 24 kwietnia 2011 | Atlético Tucumán - San Martín San Juan 1:2              |
| 24 kwietnia 2011 | Unión Santa Fe - Defensa y Justicia Buenos Aires 2:3    |
| 24 kwietnia 2011 | Gimnasia y Esgrima Jujuy - Aldosivi Mar del Plata 2:2   |
| 25 kwietnia 2011 | Independiente Rivadavia Mendoza - Rosario Central 0:1   |

### Kolejka 31
| Data             | Mecz                                                           |
| ---------------- | -------------------------------------------------------------- |
| 28 kwietnia 2011 | Ferro Carril Oeste - Merlo Buenos Aires 0:2                    |
| 29 kwietnia 2011 | Almirante Brown Buenos Aires - Unión Santa Fe 2:0              |
| 30 kwietnia 2011 | Patronato Paraná - Aldosivi Mar del Plata 3:0                  |
| 30 kwietnia 2011 | Defensa y Justicia Buenos Aires - Gimnasia y Esgrima Jujuy 1:3 |
| 30 kwietnia 2011 | San Martín San Juan - Tiro Federal Rosario 0:2                 |
| 30 kwietnia 2011 | San Martín Tucumán - Instituto Córdoba 2:3                     |
| 30 kwietnia 2011 | Atlético Rafaela - Independiente Rivadavia Mendoza 2:2         |
| 30 kwietnia 2011 | CAI Comodoro Rivadavia - Chacarita Juniors 1:3                 |
| 2 maja 2011      | Rosario Central - Boca Unidos Corrientes 1:2                   |
| 2 maja 2011      | Belgrano Córdoba - Atlético Tucumán 2:0                        |

### Kolejka 32
| Data        | Mecz                                                         |
| ----------- | ------------------------------------------------------------ |
| 5 maja 2011 | Aldosivi Mar del Plata - Defensa y Justicia Buenos Aires 2:0 |
| 7 maja 2011 | Merlo Buenos Aires - Patronato Paraná 1:1                    |
| 7 maja 2011 | Independiente Rivadavia Mendoza - CAI Comodoro Rivadavia 0:0 |
| 7 maja 2011 | Instituto Córdoba - Rosario Central 3:3                      |
| 7 maja 2011 | Tiro Federal Rosario - Belgrano Córdoba 0:2                  |
| 7 maja 2011 | Unión Santa Fe - San Martín San Juan 1:2                     |
| 8 maja 2011 | Gimnasia y Esgrima Jujuy - Almirante Brown Buenos Aires 2:1  |
| 8 maja 2011 | Atlético Tucumán - San Martín Tucumán 1:0                    |
| 8 maja 2011 | Chacarita Juniors - Ferro Carril Oeste 0:3                   |
| 9 maja 2011 | Boca Unidos Corrientes - Atlético Rafaela 0:1                |

### Kolejka 33
| Data         | Mecz                                                      |
| ------------ | --------------------------------------------------------- |
| 12 maja 2011 | Belgrano Córdoba - Unión Santa Fe 3:2                     |
| 13 maja 2011 | Patronato Paraná - Defensa y Justicia Buenos Aires 0:2    |
| 13 maja 2011 | San Martín Tucumán - Tiro Federal Rosario 2:0             |
| 14 maja 2011 | Almirante Brown Buenos Aires - Aldosivi Mar del Plata 1:0 |
| 14 maja 2011 | Rosario Central - Atlético Tucumán 2:0                    |
| 14 maja 2011 | Atlético Rafaela - Instituto Córdoba 4:0                  |
| 14 maja 2011 | CAI Comodoro Rivadavia - Boca Unidos Corrientes 1:3       |
| 14 maja 2011 | Ferro Carril Oeste - Independiente Rivadavia Mendoza 1:0  |
| 14 maja 2011 | Merlo Buenos Aires - Chacarita Juniors 0:0                |
| 16 maja 2011 | San Martín San Juan - Gimnasia y Esgrima Jujuy 2:1        |

### Kolejka 34
| Data         | Mecz                                                               |
| ------------ | ------------------------------------------------------------------ |
| 19 maja 2011 | Unión Santa Fe - San Martín Tucumán 2:1                            |
| 21 maja 2011 | Chacarita Juniors - Patronato Paraná 1:3                           |
| 21 maja 2011 | Independiente Rivadavia Mendoza - Merlo Buenos Aires 0:1           |
| 21 maja 2011 | Atlético Tucumán - Atlético Rafaela 0:2                            |
| 21 maja 2011 | Aldosivi Mar del Plata - San Martín San Juan 2:0                   |
| 21 maja 2011 | Defensa y Justicia Buenos Aires - Almirante Brown Buenos Aires 0:0 |
| 22 maja 2011 | Boca Unidos Corrientes - Ferro Carril Oeste 3:2                    |
| 23 maja 2011 | Gimnasia y Esgrima Jujuy - Belgrano Córdoba 1:1                    |
| 23 maja 2011 | Instituto Córdoba - CAI Comodoro Rivadavia 1:1                     |
| 24 maja 2011 | Tiro Federal Rosario - Rosario Central 1:2                         |

### Kolejka 35
| Data         | Mecz                                                      |
| ------------ | --------------------------------------------------------- |
| 26 maja 2011 | Patronato Paraná - Almirante Brown Buenos Aires 0:1       |
| 28 maja 2011 | Belgrano Córdoba - Aldosivi Mar del Plata 1:0             |
| 28 maja 2011 | San Martín Tucumán - Gimnasia y Esgrima Jujuy 2:1         |
| 28 maja 2011 | CAI Comodoro Rivadavia - Atlético Tucumán 1:1             |
| 28 maja 2011 | Ferro Carril Oeste - Instituto Córdoba 1:1                |
| 28 maja 2011 | Merlo Buenos Aires - Boca Unidos Corrientes 2:2           |
| 28 maja 2011 | Chacarita Juniors - Independiente Rivadavia Mendoza 0:0   |
| 29 maja 2011 | Rosario Central - Unión Santa Fe 0:1                      |
| 29 maja 2011 | Atlético Rafaela - Tiro Federal Rosario 1:1               |
| 29 maja 2011 | San Martín San Juan - Defensa y Justicia Buenos Aires 1:0 |

### Kolejka 36
| Data           | Mecz                                                   |
| -------------- | ------------------------------------------------------ |
| 2 czerwca 2011 | Atlético Tucumán - Ferro Carril Oeste 0:0              |
| 4 czerwca 2011 | Independiente Rivadavia Mendoza - Patronato Paraná 3:0 |
| 4 czerwca 2011 | Unión Santa Fe - Atlético Rafaela 0:1                  |
| 4 czerwca 2011 | Aldosivi Mar del Plata - San Martín Tucumán 0:1        |
| 4 czerwca 2011 | Defensa y Justicia Buenos Aires - Belgrano Córdoba 2:3 |
| 4 czerwca 2011 | Almirante Brown Buenos Aires - San Martín San Juan 0:0 |
| 5 czerwca 2011 | Gimnasia y Esgrima Jujuy - Rosario Central 3:3         |
| 5 czerwca 2011 | Boca Unidos Corrientes - Chacarita Juniors 0:0         |
| 5 czerwca 2011 | Tiro Federal Rosario - CAI Comodoro Rivadavia 1:1      |
| 6 czerwca 2011 | Instituto Córdoba - Merlo Buenos Aires 1:2             |

### Kolejka 37
| Data            | Mecz                                                         |
| --------------- | ------------------------------------------------------------ |
| 9 czerwca 2011  | Belgrano Córdoba - Almirante Brown Buenos Aires 1:2          |
| 11 czerwca 2011 | San Martín Tucumán - Defensa y Justicia Buenos Aires 0:2     |
| 11 czerwca 2011 | Atlético Rafaela - Gimnasia y Esgrima Jujuy 6:0              |
| 11 czerwca 2011 | Ferro Carril Oeste - Tiro Federal Rosario 1:3                |
| 11 czerwca 2011 | Merlo Buenos Aires - Atlético Tucumán 3:2                    |
| 11 czerwca 2011 | Chacarita Juniors - Instituto Córdoba 2:0                    |
| 11 czerwca 2011 | Independiente Rivadavia Mendoza - Boca Unidos Corrientes 3:1 |
| 12 czerwca 2011 | CAI Comodoro Rivadavia - Unión Santa Fe 1:2                  |
| 12 czerwca 2011 | Patronato Paraná - San Martín San Juan 0:2                   |
| 13 czerwca 2011 | Rosario Central - Aldosivi Mar del Plata 0:2                 |

### Kolejka 38
| Data            | Mecz                                                    |
| --------------- | ------------------------------------------------------- |
| 16 czerwca 2011 | Atlético Tucumán - Chacarita Juniors 0:1                |
| 17 czerwca 2011 | Gimnasia y Esgrima Jujuy - CAI Comodoro Rivadavia 4:2   |
| 18 czerwca 2011 | Instituto Córdoba - Independiente Rivadavia Mendoza 1:0 |
| 18 czerwca 2011 | Unión Santa Fe - Ferro Carril Oeste 1:0                 |
| 18 czerwca 2011 | San Martín San Juan - Belgrano Córdoba 0:0              |
| 19 czerwca 2011 | Boca Unidos Corrientes - Patronato Paraná 1:0           |
| 19 czerwca 2011 | Tiro Federal Rosario - Merlo Buenos Aires 1:1           |
| 19 czerwca 2011 | Aldosivi Mar del Plata - Atlético Rafaela 3:2           |
| 19 czerwca 2011 | Defensa y Justicia Buenos Aires - Rosario Central 2:1   |
| 19 czerwca 2011 | Almirante Brown Buenos Aires - San Martín Tucumán 1:0   |

### Tabela końcowa Primera B Nacional 2010/11
| Poz | Klub                            | Mecze | Zw | Rem | Por | Pkt | BrZd | BrStr |
| --- | ------------------------------- | ----- | -- | --- | --- | --- | ---- | ----- |
| 1   | Atlético Rafaela                | 38    | 23 | 8   | 7   | 77  | 65   | 26    |
| 2   | Unión Santa Fe                  | 38    | 22 | 3   | 13  | 69  | 49   | 38    |
| 3   | San Martín San Juan             | 38    | 18 | 10  | 10  | 64  | 46   | 32    |
| 4   | Belgrano Córdoba                | 38    | 15 | 14  | 9   | 59  | 53   | 37    |
| 5   | Gimnasia y Esgrima Jujuy        | 38    | 13 | 15  | 10  | 54  | 40   | 41    |
| 6   | Almirante Brown Buenos Aires    | 38    | 13 | 13  | 12  | 52  | 32   | 28    |
| 7   | Aldosivi Mar del Plata          | 38    | 14 | 10  | 14  | 52  | 45   | 47    |
| 8   | Boca Unidos Corrientes          | 38    | 13 | 13  | 12  | 52  | 43   | 46    |
| 9   | Atlético Tucumán                | 38    | 14 | 9   | 15  | 51  | 44   | 41    |
| 10  | Instituto Córdoba               | 38    | 11 | 18  | 9   | 51  | 38   | 35    |
| 11  | Merlo Buenos Aires              | 38    | 13 | 12  | 13  | 51  | 32   | 37    |
| 12  | Rosario Central                 | 38    | 14 | 8   | 16  | 50  | 44   | 44    |
| 13  | Patronato Paraná                | 38    | 14 | 8   | 16  | 50  | 41   | 43    |
| 14  | Ferro Carril Oeste              | 38    | 11 | 14  | 13  | 47  | 38   | 47    |
| 15  | San Martín Tucumán              | 38    | 11 | 12  | 15  | 45  | 33   | 41    |
| 16  | Chacarita Juniors               | 38    | 10 | 14  | 14  | 44  | 24   | 36    |
| 17  | Defensa y Justicia Buenos Aires | 38    | 10 | 13  | 15  | 43  | 37   | 42    |
| 18  | Independiente Rivadavia Mendoza | 38    | 9  | 13  | 16  | 40  | 44   | 49    |
| 19  | Tiro Federal Rosario            | 38    | 8  | 13  | 17  | 37  | 37   | 56    |
| 19  | CAI Comodoro Rivadavia          | 38    | 6  | 16  | 16  | 34  | 38   | 57    |

### Klasyfikacja strzelców bramek
| Gole | Piłkarz         | Klub                   |
| ---- | --------------- | ---------------------- |
| 21   | César Carignano | Atlético Rafaela       |
| 16   | Sebastián Penco | San Martín San Juan    |
| 16   | Aldo Visconti   | Boca Unidos Corrientes |
| 14   | Matías Quiroga  | Unión Santa Fe         |
| 14   | Diego Jara      | Patronato Paraná       |
| 14   | Matías Gigli    | Aldosivi Mar del Plata |
| 14   | César Pereyra   | Belgrano Córdoba       |

## Mecze barażowe o awans do I ligi
| Data            | Mecz                                                                                       |
| --------------- | ------------------------------------------------------------------------------------------ |
| 22 czerwca 2011 | Belgrano Córdoba - River Plate 2:0 César Mansanelli 25k, César Pereyra 50                  |
| 26 czerwca 2011 | San Martín San Juan - Gimnasia y Esgrima La Plata 1:0 Roverbal 34                          |
| 26 czerwca 2011 | River Plate - Belgrano Córdoba 1:1 Mariano Pavone 5 - Guillermo Farré 62                   |
| 30 czerwca 2011 | Gimnasia y Esgrima La Plata - San Martín San Juan 1:1 José Vizcarra 68 - Sebastián Penco 2 |

Kluby River Plate i Gimnasia y Esgrima La Plata spadły do drugiej ligi - na ich miejsce awansowały Belgrano Córdoba i San Martín San Juan.

## Tabela spadkowa
O tym, które kluby drugoligowe spadną do III ligi decydował dorobek punktowy w przeliczeniu na jeden rozegrany mecz uzyskany przez kluby w ostatnich trzech sezonach.
| Poz | Klub                            | 2008/09 pkt/m | 2009/10 pkt/m | 2010/11 pkt/m | Razem pkt/mecze | Średnia |
| --- | ------------------------------- | ------------- | ------------- | ------------- | --------------- | ------- |
| 1   | Atlético Rafaela                | 62/38         | 63/38         | 77/38         | 202/114         | 1.772   |
| 2   | Atlético Tucumán                | 74/38         | 0/0           | 51/38         | 125/76          | 1.645   |
| 3   | Belgrano Córdoba                | 62/38         | 57/38         | 59/38         | 178/114         | 1.561   |
| 4   | Chacarita Juniors               | 72/38         | 0/0           | 44/38         | 116/76          | 1.526   |
| 5   | Unión Santa Fe                  | 49/38         | 53/38         | 69/38         | 171/114         | 1.500   |
| 6   | Instituto Córdoba               | 59/38         | 60/38         | 51/38         | 170/114         | 1.491   |
| 7   | San Martín San Juan             | 49/38         | 56/38         | 64/38         | 169/114         | 1.482   |
| 8   | Gimnasia y Esgrima Jujuy        | 0/0           | 54/38         | 54/38         | 108/76          | 1.421   |
| 9   | Almirante Brown Buenos Aires    | 0/0           | 0/0           | 52/38         | 52/38           | 1.368   |
| 10  | Aldosivi Mar del Plata          | 57/38         | 42/38         | 52/38         | 151/114         | 1.325   |
| 11  | Boca Unidos Corrientes          | 0/0           | 48/38         | 52/38         | 100/76          | 1.316   |
| 12  | Patronato Paraná                | 0/0           | 0/0           | 50/38         | 50/38           | 1.316   |
| 13  | Rosario Central                 | 0/0           | 0/0           | 50/38         | 50/38           | 1.316   |
| 14  | Ferro Carril Oeste              | 52/38         | 49/38         | 47/38         | 148/114         | 1.298   |
| 15  | Merlo Buenos Aires              | 0/0           | 46/38         | 51/38         | 97/76           | 1.276   |
| 16  | Defensa y Justicia Buenos Aires | 49/38         | 52/38         | 43/38         | 144/114         | 1.263   |
| 17  | San Martín Tucumán              | 0/0           | 50/38         | 45/38         | 95/76           | 1.250   |
| 18  | Independiente Rivadavia Mendoza | 50/38         | 47/38         | 40/38         | 137/114         | 1.202   |
| 19  | Tiro Federal Rosario            | 50/38         | 44/38         | 37/38         | 131/114         | 1.149   |
| 20  | CAI Comodoro Rivadavia          | 36/38         | 43/38         | 34/38         | 113/114         | 0.991   |

### Baraże o utrzymanie się w II lidze
| Data            | Mecz                                                                      |
| --------------- | ------------------------------------------------------------------------- |
| 22 czerwca 2011 | Defensores de Belgrano Buenos Aires - Independiente Rivadavia Mendoza 0:0 |
| 22 czerwca 2011 | Desamparados San Juan - San Martín Tucumán 1:0                            |
| 26 czerwca 2011 | Independiente Rivadavia Mendoza - Defensores de Belgrano Buenos Aires 2:2 |
| 26 czerwca 2011 | San Martín Tucumán - Desamparados San Juan 1:1                            |

Z drugiej ligi spadł klub San Martín Tucumán, a na jego miejsce awansował klub Desamparados San Juan. Klub Independiente Rivadavia Mendoza mimo remisowego rozstrzygnięcia barażu zachował drugoligowy byt ze względu na zajęcie wyższej pozycji w sezonie (grał w wyższej lidze niż przeciwnik).